# Degraus de Rocky

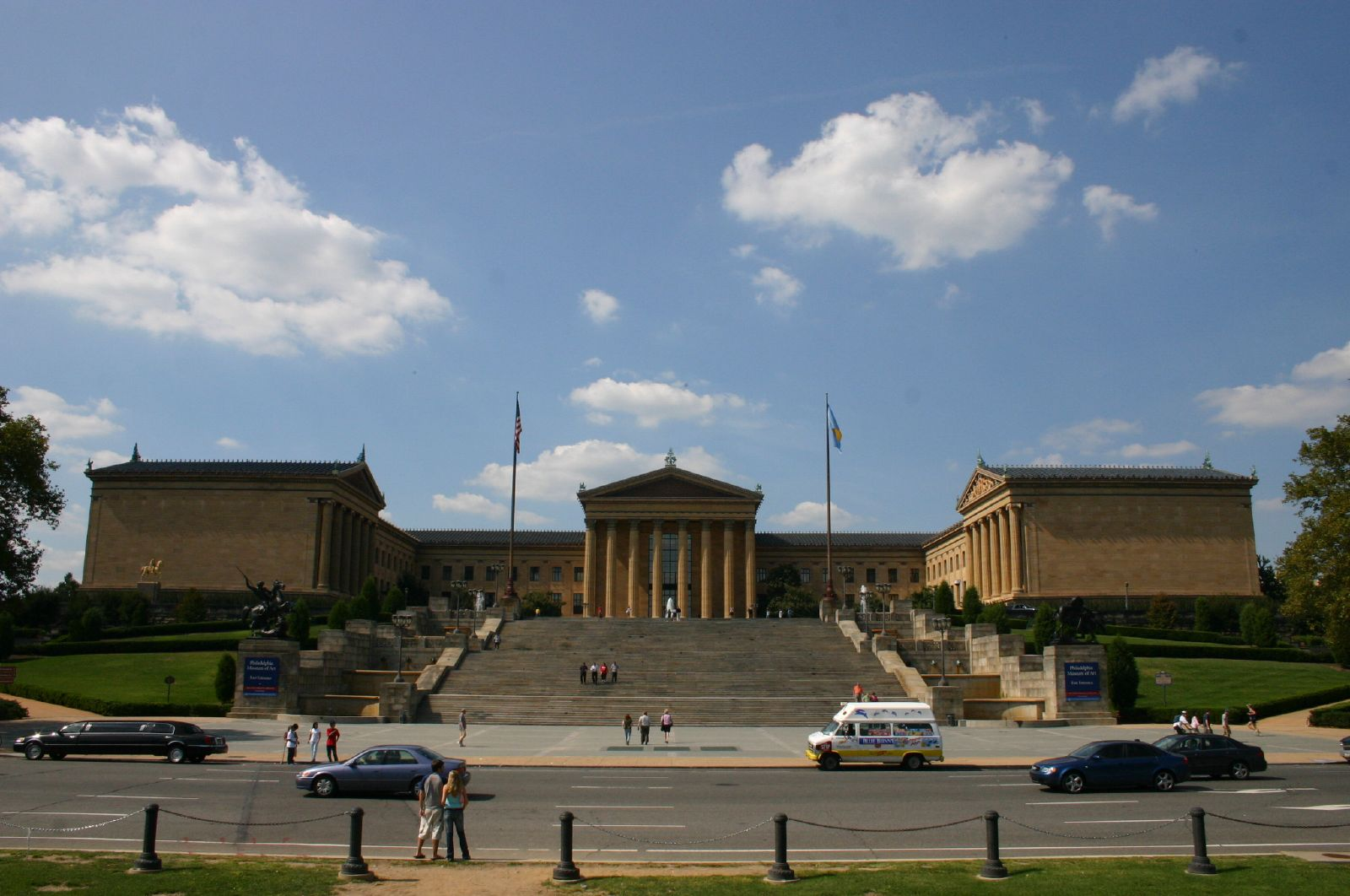
A entrada frontal e os degraus de acesso ao Museu de Arte de Filadélfia.

Os 72 degraus de pedra na entrada do Museu de Arte de Filadélfia em Filadélfia, Pensilvânia, Estados Unidos tornaram-se os conhecidos degraus de Rocky (em inglês: Rocky Steps) em função de terem aparecido no filme Rocky, ganhador de três Oscars e em sete de suas sequências: Rocky II, Rocky III, Rocky IV, Rocky V, Rocky Balboa, Creed e Creed II, nas quais o personagem sobe os degraus correndo ao som da canção "Gonna Fly Now". Turistas e locais frequentemente imitam a famosa subida de Rocky, uma metáfora de esforço rumo a um grande desafio. Uma estátua de bronze de Rocky foi colocada ad hoc para a filmagem de Rocky III. Esta estátua, agora situada do lado inferior direito da escadaria, é uma locação popular para as fotos dos visitantes.
O topo da escadaria oferece uma vista panorâmica da cidade de Filadélfia. Todos os dias centenas de fãs do mundo todo vão até o Museu apenas para subir suas escadas.

## Filmagem
A agora famosa escadaria foi na verdade descoberta por Garrett Brown que gravou um pequeno vídeo de sua namorada subindo e descendo seus degraus para testar a steadicam, uma câmera dotada de um estabilizador de imagem para cenas em que o cinegrafista precisa se mover. Meses antes de Rocky - um dos primeiros filmes a usar o recurso - começar a ser gravado Garrett havia entrado em contato com a MGM e havia vendido para ela o direito de usar a nova câmera. Quando o diretor John Avildsen viu as imagens feitas pelo equipamento para saber se o utilizaria ou não em Rocky ficou muito empolgado com a gravação e quis saber o lugar onde ficavam aquelas escadas. Ele gostou tanto que as escadas acabaram sendo usadas nas cenas finais do treinamento de Rocky. Stallone inicialmente considerou que Rocky carregaria seu cachorro Butkus escada acima, mas o grande bullmastiff mostrou-se muito pesado para que a cena desse certo. Assim, a vista do topo da escadaria inspirou-o a refilmar a cena sem o cachorro. Em Rocky Balboa, Rocky levanta seu cachorro, Soco, quando este atinge o topo da escadaria.

## Estátua de bronze

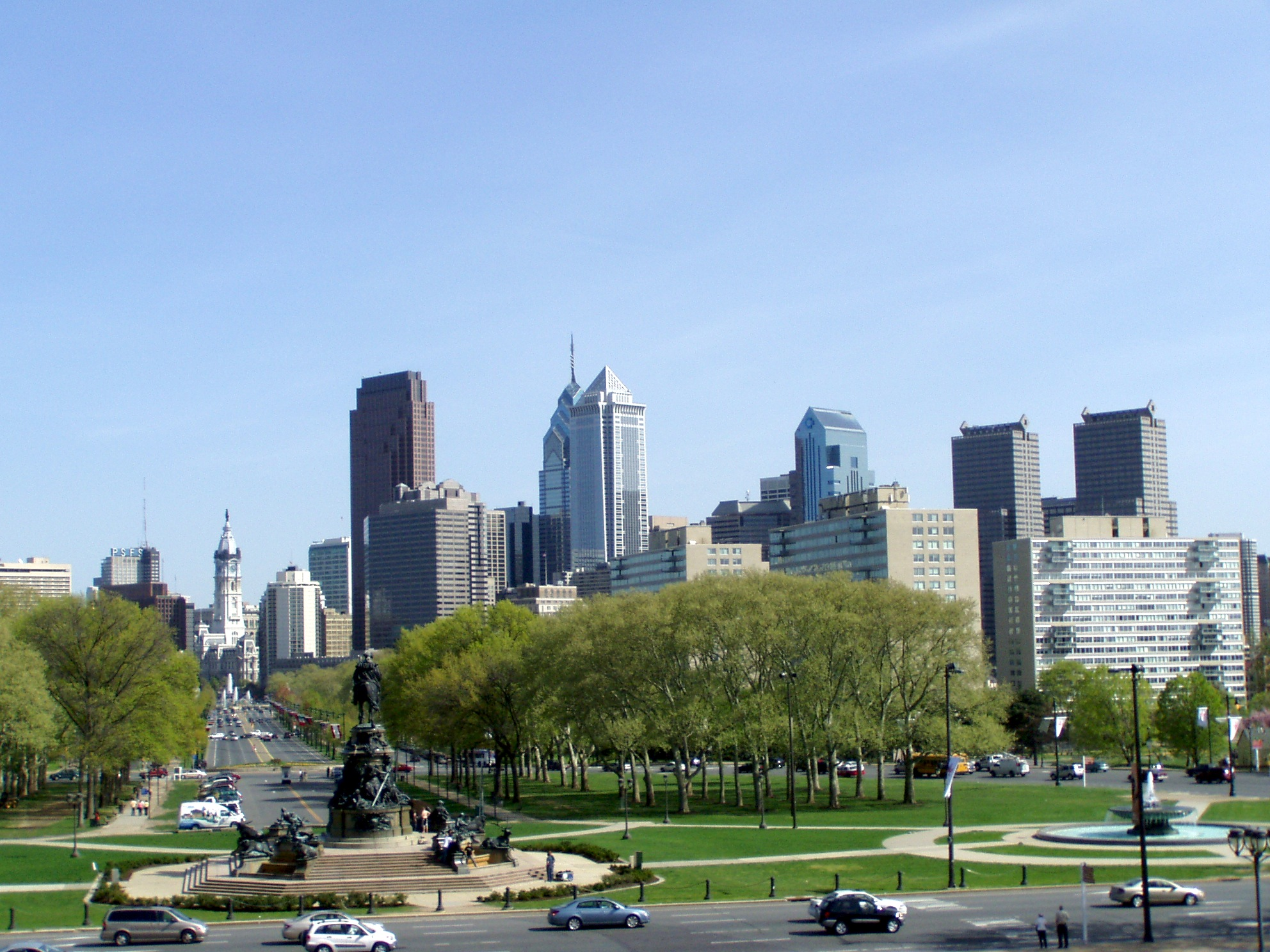
Vista da Ben Franklin Parkway a partir do topo dos degraus

Antes de Rocky III, lançado em 1982, Stallone designou A. Thomas Schomberg para criar uma estátua de bronze de Rocky. Três estátuas com duas toneladas e aproximadamente três metros de altura foram criadas. Uma delas foi instalada no topo dos degraus para a filmagens de Rocky III, sendo posteriormente realocada para a parte de baixo da escadaria. A outra foi posta para leilão no eBay com valor inicial de 5 milhões de dólares para levantar fundos para o Instituto Internacional para o Esporte e a História Olímpica, mas não conseguiu chegar a muito mais de 1 milhão.
Após as filmagens, teve lugar um debate entre a comissão de arte de Filadélfia e o Museu sobre o significado de "arte". Os membros da comissão, argumentando que a estátua não era "arte" mas apenas o objeto de um filme, mudaram-na para a frente de outro lugar na cidade. Mais tarde, a estátua retornou ao museu para as filmagens de Rocky V, Mannequin (1987) e Philadelphia, depois retornada ao lugar onde estava.
Em 8 de setembro de 2006, a estátua de Rocky foi levada de volta ao Museu e posta num pedestal numa área gramada junto à parte de baixo dos degraus. A cerimônia incluiu música, a estreia do trailer de Rocky Balboa e uma exibição gratuita do primeiro filme, Rocky.